# Melissa McLinden
Melissa Therese McLinden (13 de septiembre de 1964) es una exjugadora de voleibol de Estados Unidos. Fue internacional con la Selección femenina de voleibol de los Estados Unidos. Compitió en los Juegos Olímpicos de Seúl 1988. Jugó en la selección junior en 1984 y 1985.
Se graduó en negocios por la Universidad de Arizona. Jugó en esa misma universidad y fue seleccionada en el All-America cuatro años, con menciones honoríficas en 1983 y 1984, y en el primer equipo en 1985. Forma parte del Hall of Fame de la Universidad de Arizona.